# Тельманово (Гвардейский городской округ)
Тельманово (до 1947 года нем. Richau, Рихау) — посёлок в Гвардейском городском округе Калининградской области. До 2014 года входил в состав Знаменского сельского поселения.
Высота центра селения над уровнем моря — 22 м.

## История
Деревня до 1946 года называлась Рихау и была основана в 1371 году. До 1945 года он входил в состав района Велау (адм. центр — Велау) административного округа Кёнигсберг прусской провинции Восточная Пруссия.
Указом Президиума ВС РСФСР от 17 ноября 1947 года Рихау переименован в поселок Тельманово.

## Население
| 2002 | 2010 |
| ---- | ---- |
| 20   | →20  |